# Salim Abu Mayanja
Salim Abu Mayanja (* 9. Oktober 1995) ist ein ugandischer Leichtathlet, der sich auf den Mittelstreckenlauf spezialisiert hat. 

## Sportliche Laufbahn
Erste Erfahrungen bei internationalen Meisterschaften sammelte Salim Abu Mayanja im Jahr 2017, als er bei den Islamic Solidarity Games in Baku in 1:47,17 min den sechsten Platz im 800-Meter-Lauf belegte und gelangte über 1500 Meter mit 3:42,90 min auf Rang vier über 1500 Meter. Anschließend schied er bei den Weltmeisterschaften in London mit 1:48,11 min in der ersten Runde über 800 Meter aus. 2019 schied er bei den Afrikaspielen in Rabat mit 1:49,04 min im Halbfinale aus und 2022 kam er bei den Afrikameisterschaften in Port Louis mit 3:47,36 min nicht über den Vorlauf hinaus. Anschließend schied er bei den Commonwealth Games in Birmingham mit 3:46,56 min in der Vorrunde im 1500-Meter-Lauf aus. Bei den Crosslauf-Weltmeisterschaften 2023 in Bathurst gelangte er nach 25:06 min auf den neunten Platz in der Mixed-Staffel und im August schied er bei den Weltmeisterschaften in Budapest mit 3:38,15 min in der ersten Runde über 1500 Meter aus. Anschließend wurde er bei den Straßenlauf-Weltmeisterschaften in Riga nach 4:00,72 min auf Rang 14 über die Meile. 
In den Jahren 2014 und 2016 wurde Mayanja ugandischer Meister im 800-Meter-Lauf sowie 2017 und 2022 über 1500 Meter.

## Persönliche Bestzeiten
- 800 Meter: 1:45,73 min, 20. Juli 2017 in Kampala
- 1500 Meter: 3:34,51 min, 18. Juni 2023 in Posen